# Enix (Spania)
Enix este o municipalitate din provincia Almería, Andaluzia, Spania, cu o populație de 281 locuitori.